# 李誡 (唐朝)
李诫（?—?），唐朝皇子，是唐德宗李适的第九子，生母不详。
贞元二十一年（805年），李诫被哥哥唐顺宗封为昭王，李诫去世之年不详。